# Hemigrammus pulcher
Hemigrammus pulcher és una espècie de peix de la família dels caràcids i de l'ordre dels caraciformes.

## Morfologia
- Els mascles poden assolir 3,3 cm de llargària total.[1]

## Reproducció
En captivitat, la fresa té lloc entre les plantes i els ous es desclouen habitualment entre 20 i 24 hores després.

## Alimentació
Menja cucs, crustacis petits i plantes.

## Hàbitat
Viu a àrees de clima tropical entre 23 °C-27 °C de temperatura.

## Distribució geogràfica
Es troba a Sud-amèrica: conca del riu Amazones.